# Karmen Mozetič
Karmen (s. Tadeja) Mozetič, slovenska šolska sestra sv. Frančiška in misijonarka , * 4. januar 1949, Bilje, Miren - Kostanjevica, † 2. avgust 2019, Repnje
Po končani osnovni šoli v rojstnem kraju je nadaljevala šolanje na srednji medicinski šoli v Zemun (Srbija) in eno leto na visokošolskem inštitutu Regina mundi v Rimu. Z 19. letom je vstopila v redovno skupnost šolskih sester z željo, da bi odšla v misijone. Leta 1990 je odšla v Paragvaj na obširen misijon Šolskih sester v San Leonardu v paragvajski pampi severozahodno od prestolnice Asunción, kjer je prevzela zdravstveno oskrbo. V odsotnosti socialnih in državnih ustanov je misijon v San Leonardu edina opora za indijansko pleme Nivacle. Poleg zdravstvene ambulante ima na skrbi še zdravstveno preventivo, na misijonski srednji šoli pa poučuje, katehezo, osnove medicine in matematiko. V Paragvaju je ostala 24 let, ko se je zaradi bolezni vrnila vdomovino. 